# Schtroumpf maladroit
Le Schtroumpf maladroit est un personnage de fiction de la bande dessinée Les Schtroumpfs, créé par le dessinateur belge Peyo. Il est celui qui est le plus gaffeur et aide souvent les autre mais à leurs risques et périls.

## Personnalité
Le Schtroumpf maladroit est un personnage n'ayant pas d'activité fixe dans le village, il passe son temps à aider les autres comme le Schtroumpf costaud, Schtroumpf à lunettes ou Schtroumpf gourmand. Malgré son coté gaffeur et maladroit comme son nom l'indique, il participe à toutes les missions que les schtroumpfs mènent comme aller chercher la fiole qui permit la création du Cracoucass. Sa première apparition se trouve dans la Bd Johan et Pirlouit dans l'album la Flûte à six schtroumpfs. On le retrouvera comme d'autre caractère important des schtroumpfs à la fois dans les albums et film sur Johan et Pirlouit que chez les schtroumpfs. Le Schtroumpf maladroit est représenté avec un bonnet pas très bien mis trop en avant qui est régulièrement source de ses bêtises. Le Schtroumpf maladroit est un des personnages les plus importants des schtroumpfs, dans toutes les adaptations des Schtroumpfs en films ou jeux vidéos on le retrouve.

### Liens connexes
- Ressource relative à la bande dessinée :   - Comic Vine